# Schoolboys in Disgrace
Schoolboys in Disgrace is een album van de Britse rockband The Kinks uit 1975.

## Tracks
- "Schooldays"
- "Jack the Idiot Dunce"
- "Education"
- "The First Time We Fall in Love"
- "I'm in Disgrace"
- "Headmaster"
- "The Hard Way"
- "The Last Assembly"
- "No More Looking Back"
- "Finale"

Opnamen: augustus en september 1975.
Mick Avory · Dave Davies · Ray Davies

John Dalton · Gordon Edwards · Ian Gibbons · John Gosling · Bob Henrit · Andy Pyle · Pete Quaife · Jim Rodford